# Adenocarpus

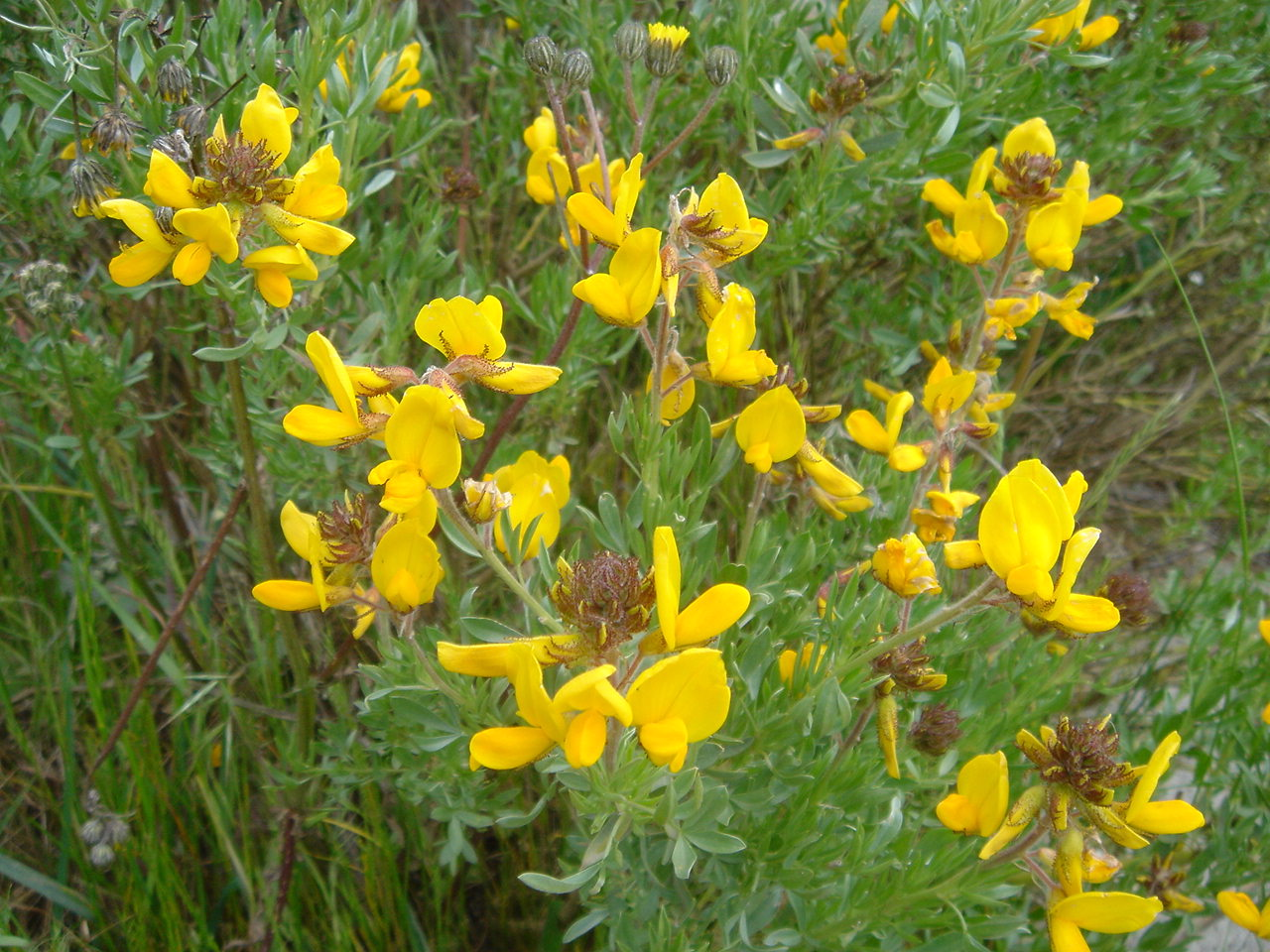
Adenocarpus hispanicus subsp. argyrophyllus

Adenocarpus je rod rostlin z čeledi bobovité. Jsou to žlutě kvetoucí keře s trojčetnými listy, vyskytující se zejména ve Středomoří a na Kanárských ostrovech. V Evropě rostou celkem 4 druhy, nejrozsáhlejší areál z nich má Adenocarpus complicatus, rostoucí v celém Středomoří.

## Popis
Zástupci rodu Adenocarpus  jsou bohatě větvené, beztrnné, chlupaté až vlnaté keře. Listy jsou trojčetné, složené z podlouhle kopinatých špičatých lístků, s drobnými opadavými palisty nebo bez palistů. Květy jsou oranžově žluté, v hustých vrcholových hroznech. Kalich je trubkovitý, dvoupyský, s horním pyskem hluboce členěným a spodním trojzubým až trojlaločným. Pavéza je téměř okrouhlá, křídla jsou obvejčitá až podlouhlá, člunek je silně zahnutý nebo krátce zobanitý, asi stejně dlouhý jako pavéza. Tyčinek je 10 a jsou srostlé v trubičku. Semeník je přisedlý, s mnoha vajíčky a vzhůru zahnutou čnělkou nesoucí hlavatou bliznu. Lusky jsou podlouhlé, zploštělé, pukající 2 chlopněmi. Obsahují mnoho semen.

## Rozšíření
Rod Adenocarpus zahrnuje celkem asi 15 druhů. Jsou rozšířeny ve Středomoří a na Kanárských ostrovech. Druh Adenocarpus mannii je široce rozšířen v horách tropické Afriky. Na východ zasahuje areál rodu do Sýrie a Libanonu. Tyto keře nejčastěji rostou ve světlých lesích a světlomilné křovinaté vegetaci.
Z Evropy jsou uváděny celkem 4 druhy. Největší areál rozšíření z celého rodu má Adenocarpus complicatus, který se vyskytuje od Madeiry přes Středomoří až po Turecko a Sýrii. Zbývající 3 evropské druhy (A. decorticans, A. hispanicus a A. telonensis) jsou svým výskytem v Evropě omezeny na Pyrenejský poloostrov, pouze A. telonensis se navíc vyskytuje i ve Francii.

## Obsahové látky
V listech a v menší míře i v semenech některých druhů rodu Adenocarpus byly zjištěny alkaloidy adenokarpin, dekortikasin a spartein.

## Přehled druhů a rozšíření
- Adenocarpus anagyrifolius – Maroko
- Adenocarpus artemisiifolius – Maroko
- Adenocarpus bacquei – Maroko
- Adenocarpus boudyi – Maroko
- Adenocarpus cincinnatus – Maroko
- Adenocarpus complicatus – jižní Evropa, Turecko, Sýrie, Libanon, Alžírsko, Madeira
- Adenocarpus decorticans – Španělsko, Alžírsko, Maroko
- Adenocarpus faurei – Alžírsko
- Adenocarpus foliolosus – Kanárské ostrovy
- Adenocarpus hispanicus – Španělsko, Portugalsko, Maroko,
- Adenocarpus mannii – tropická Afrika od Nigérie po Etiopii, Angolu a Malawi
- Adenocarpus ombriosus – Kanárské ostrovy
- Adenocarpus telonensis – Francie, Španělsko, Portugalsko a Maroko
- Adenocarpus umbellatus – Alžírsko
- Adenocarpus viscosus – Kanárské ostrovy

## Význam
Rostliny jsou v podmínkách střední Evropy jen částečně mrazuvzdorné. Vyžadují slunnou polohu a dobře propustnou půdu.